# Digital Equipment Corporation
Pour les articles homonymes, voir DEC et Digital.
Digital Equipment Corporation (ou Digital ou DEC) était une entreprise de l'industrie informatique fondée en 1957 aux États-Unis.
L'acronyme DEC a été utilisé officiellement comme logo avant d'être abandonné en faveur de Digital pour éviter un conflit de droit des marques. DEC a été achetée par Compaq en 1998, qui a fusionné avec Hewlett-Packard en 2002. En 2004, des produits DEC restent produits sous le nom Hewlett-Packard.
Bien que la société DEC initiale n'existe plus, son logo est encore utilisé par Digital GlobalSoft, une société indienne de services informatiques, qui était une filiale à 51 % de DEC et qui fait désormais partie du groupe Hewlett-Packard.

## Histoire
La société Digital Equipment Corporation est cofondée en 1957 par Ken Olsen et Harlan Anderson, le premier étant un ingénieur du Massachusetts qui a travaillé sur le projet TX-2 au laboratoire Lincoln du Massachusetts Institute of Technology (MIT). Le TX-2 est un ordinateur basé sur des transistors. Lorsque ce projet rencontre des difficultés, Olsen le quitte pour fonder DEC avec Harlan Anderson, un de ses collègues du MIT. À cette époque, les investisseurs ne sont pas intéressés par les sociétés d’informatique. Ils commencent donc par construire des petits modules numériques (correspondant aux composants du TX-2) pouvant être combinés pour être utilisés dans un laboratoire.
Ceci est possible grâce au financement de Georges F. Doriot, professeur de la Harvard Business School et investisseur en capital-risque. En 1961, la société est bénéficiaire et commence la construction de son premier ordinateur : le PDP-1.
De 1957 à 1992, l'entreprise siège dans les installations d'une ancienne filature de laine à Maynard, dans le Massachusetts.

### Années 1960 - 1980
Durant les années 1960, DEC produit une série d'ordinateurs ayant un meilleur rapport prix/performances que ceux d'IBM, généralement basés sur des mots de 18 bits. 
Le PDP-5 fut le premier ordinateur  de type 12 bits de DEC, lancé en 1963 et une machine pionière du temps partagé en réseau. La presse informatique révèle ainsi en avril 1965 qu'il participera à une expérimentation financée par la Darpa américaine, à l’Université de Berkeley: le Berkeley Timesharing System, du temps partagé, mais pour la recherche en ligne, avec un nouveau système d’exploitation, basé sur un langage Fortran refondu, et sur un des ordinateurs plus petits et moins chers. 
Pour DEC, le succès arrive en 1964 avec le PDP-8. Il s'agit d'un ordinateur 12 bits vendu environ 16 000 $. Le PDP-8 est assez petit pour tenir sur un chariot. Il est assez simple d'usage pour de nombreuses applications et conquiert de nombreux marchés de niche, laboratoires, chemins de fer et applications industrielles. Le PDP-8 est aujourd'hui considéré comme le premier mini-ordinateur.
Le dernier ordinateur marquant de la série PDP est le PDP-11. Il utilise des mots de 16 bits pour gérer les caractères ASCII devenus standards. Il a 64 kilooctets de RAM. Il est notamment connu pour avoir été l'ordinateur sur lequel UNIX et le langage C ont été développés.
En 1976, DEC conçoit une nouvelle architecture 32 bits et joue un rôle capital dans le lancement d'une course aux machines moins coûteuses, plus maniables et plus puissantes, face au monopole IBM. Elle est introduite  en 1978 par le VAX 11/780 et s'empare rapidement du marché des mini-ordinateurs. Les VAX peuvent fonctionner avec le système d'exploitation UNIX ou le VMS de DEC.
Le succès commercial de DEC culmine vers la fin des années 1980. C’est le second plus grand constructeur d'ordinateurs et il compte 100 000 employés. À ce moment, DEC propose de nombreux produits propriétaires comme le réseau DECnet qui relie de manière standard les ordinateurs de sa marque. Comme ces produits ne sont conçus que pour fonctionner avec des produits DEC, les consommateurs se tournent progressivement vers des produits plus standards. Au même moment, les performances des stations de travail RISC rejoignent celles des VAX. Malheureusement, Ken Olsen ne croit pas en l'avenir de l'informatique individuelle et Digital manque le virage du PC. Au début des années 1990, DEC doit licencier.

### Années 1990 - 2002
En 1992, DEC introduit le microprocesseur RISC 64 bits DEC Alpha, qui reste plusieurs années le microprocesseur le plus performant[réf. nécessaire]. Les systèmes d'exploitation VMS, UNIX et Windows NT gèrent l'Alpha. Cependant les ordinateurs Alpha ne réussissent pas à prendre des parts de marché suffisantes.
En 1992, Ken Olsen est remplacé par Robert Palmer (en) à la tête de la société, mais ce dernier ne peut empêcher le déclin, et les licenciements continuent.
En 1994, DEC vend sa base de données (RDB) à Oracle.
En 1995, DEC crée AltaVista, un moteur de recherche web qui est l'un des plus utilisés avant l'arrivée de Google.
En 1996, Digital vend à un fonds de pension son service formation qui devient Global Knowledge (nl).
En 1997, DEC vend sa « division réseau » à la société Cabletron (en).
En mai 1997, DEC attaque Intel pour violation de brevets avec le Pentium, mais l'accord trouvé consiste à vendre la division des microprocesseurs à Intel.
Le 26 janvier 1998, la société DEC est vendue à Compaq pour 9,6 milliards de dollars. Compaq fusionne avec Hewlett-Packard en 2002.

## Produits
- Alpha 21064
- Alpha 21066
- Alpha 21068
- Alpha 21164
- Alpha 21264
- Alpha 21364
- Alpha 21464
- AlphaServer
- AlphaStation
- CVAX
- DEC 3000 AXP
- DEC 4000 AXP
- DEC 7000/10000 AXP
- DEC GT40
- DEC Alpha
- DEC Firefly
- DEC J-11
- DEC Multia
- DEC Prism
- DEC Professional
- DEC T-11
- DECmate
- DECpc AXP 150
- DECSA
- DECserver
- DECstation
- DECsystem
- DECSYSTEM-20
- DECtalk
- DECtape
- Digital Linear Tape
- Digital Personal Workstation

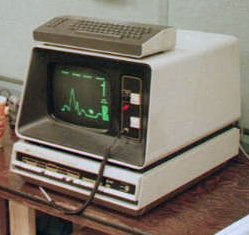
Terminal DEC GT40 faisant tourner Moonlander

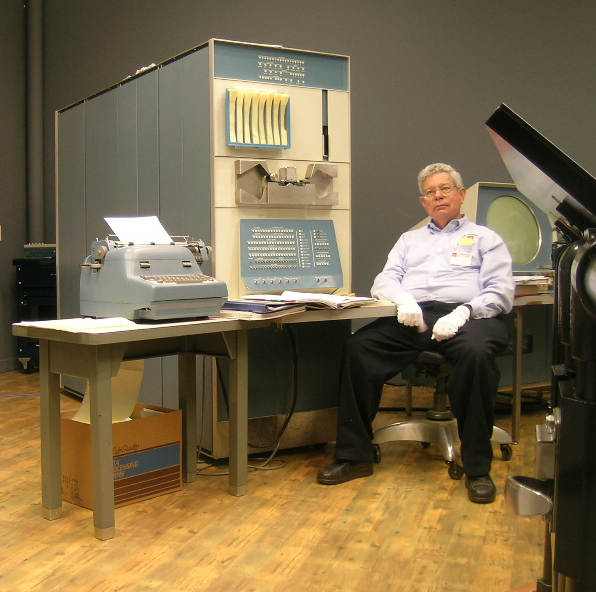
Steve Russell, créateur de Spacewar! posant devant un PDP-1 au Musée de l'histoire de l'ordinateur

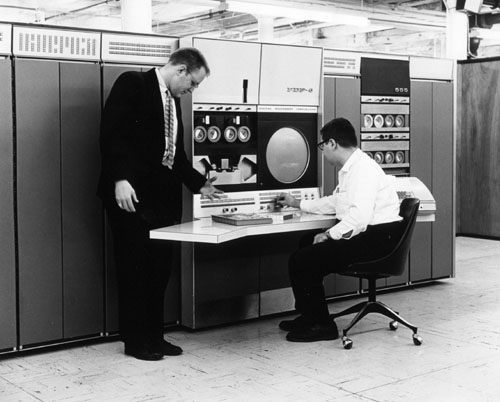
PDP-6 en 1964

- Digital Storage Systems Interconnect
- Firefly
- Flip Chip
- Foonly
- Gold key
- Itsy Pocket Computer
- IXP1200
- Jupiter project
- LINC
- LINC-8
- LK201
- LK421
- Mass Storage Control Protocol
- Massbus
- MicroVAX
- MicroVAX 78032
- NVAX
- PALcode
- Programmed Data Processor
  - PDP-1
  - PDP-4
  - PDP-5
  - PDP-6
  - PDP-7
  - PDP-8
  - PDP-8/E
  - PDP-9
  - PDP-10
  - PDP-11
  - PDP-12
  - PDP-14
  - PDP-15
- Q-Bus
- RA90
- Rainbow 100
- Rigel
- RK05
- RL02
- SABIN
- Standard Disk Interconnect
- Star coupler
- StrongARM
- Synchronous Backplane Interconnect
- SYSTAT
- System Module
- TU81
- TURBOchannel
- Unibus
- V-11
- VAX
- VAX 4000
- VAX 6000
- VAX 7000/10000
- VAX 8000
- VAX 9000
- VAX-11
- VAXBI Bus
- VAXft
- VAXmate
- VAXserver
- VAXstation
- VT05
- VT52
- VT100
- VT180
- VT220
- VT320
- VT420
- VT520
- VT1000